# Sport a Siracusa
Lo sport a Siracusa si è sviluppato a un alto livello solo dal secondo dopoguerra i primi successi sia a livello individuale sia di squadra si attestano dagli anni cinquanta in poi.

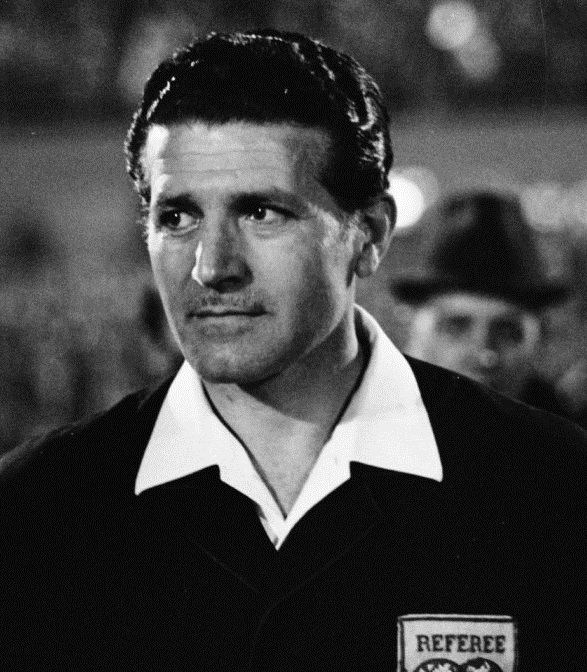
Concetto Lo Bello durante la finale di Coppa dei Campioni 1969-70

I maggiori atleti di spicco che hanno intrapreso una carriera brillante diventando famosi, sono gli arbitri di calcio Concetto Lo Bello e il figlio Rosario sia a livello nazionale sia internazionale, Enzo Maiorca detentore più volte del record di immersione in apnea, e il pattinatore Pippo Cantarella nella specialità di pattinaggio di velocità a rotelle.
Negli sport a squadre, il primo scudetto vinto da una squadra aretusea risale al 1987, con la conquista del campionato italiano di pallamano da parte dell'Ortigia (il primo di tre consecutivi). Nel 2000 a ripetersi nella stessa disciplina ma categoria femminile è stata l'EOS. Le altre discipline a vincere il tricolore sono state la Canoa polo con la KST Siracusa (tre volte campione d'Italia) e la Canottieri Siracusa, e il Tennistavolo con il Città di Siracusa nel 2012.

## Vittorie nazionali di squadra

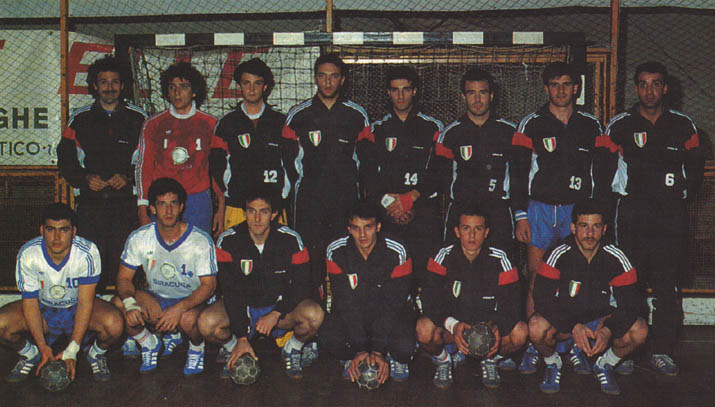
Una formazione dell'Ortigia campione d'Italia

Il Siracusa vincitore della Coppa Italia semipro

Il primo scudetto vinto da una squadra siracusana fu nella pallamano maschile nel 1986-87 da parte dell'Ortigia.
I biancoverdi si ripeterono nei due anni a seguire nel 1987-88 e nel 1988-89, rimanendo a oggi l'unico club siciliano a laurearsi campione nazionale di pallamano maschile.
Nella stessa disciplina, a livello femminile, invece, fu l'EOS Siracusa a laurearsi campione nel 1999-2000.
Nel canoa polo, altra disciplina in cui la città si è affermata, figurano i titoli di campione d'Italia della Canottieri Siracusa (1997) e KST Siracusa (tre consecutivi nel 2013, 2014 e 2015).
Nel 2012 la Città di Siracusa, squadra di tennistavolo, vinse il campionato nazionale di categoria, anche se problemi economici la portarono alla chiusura pochi mesi dopo l'affermazione.
- Pallamano maschile:
Ortigia (3 titoli)
- Pallamano femminile:
EOS Siracusa (1 titolo)
- Canoa polo maschile:
KST Siracusa (3 titoli)
Canottieri Siracusa (1 titolo)
- Tennistavolo maschile:
Città di Siracusa (1 titolo)

Altre vittorie nazionali sono nel calcio, con l'AS Siracusa vincitore della Coppa Italia semiprofessionisti nel 1978-79, nella pallamano con la Coppa Italia dell'Ortigia 1995-96 e 1996-97; nel canoa polo con quattro vittorie del KST Siracusa nel 2008, 2013, 2014 e 2016.
Ancora l'Ortigia ma nella pallanuoto vinse la Coppa COMEN maschile due volte nel 2000 e 2001, mentre la sezione femminile si aggiudicò due Coppe LEN nel 2004 e 2005.

## Sport individuali

### Vela

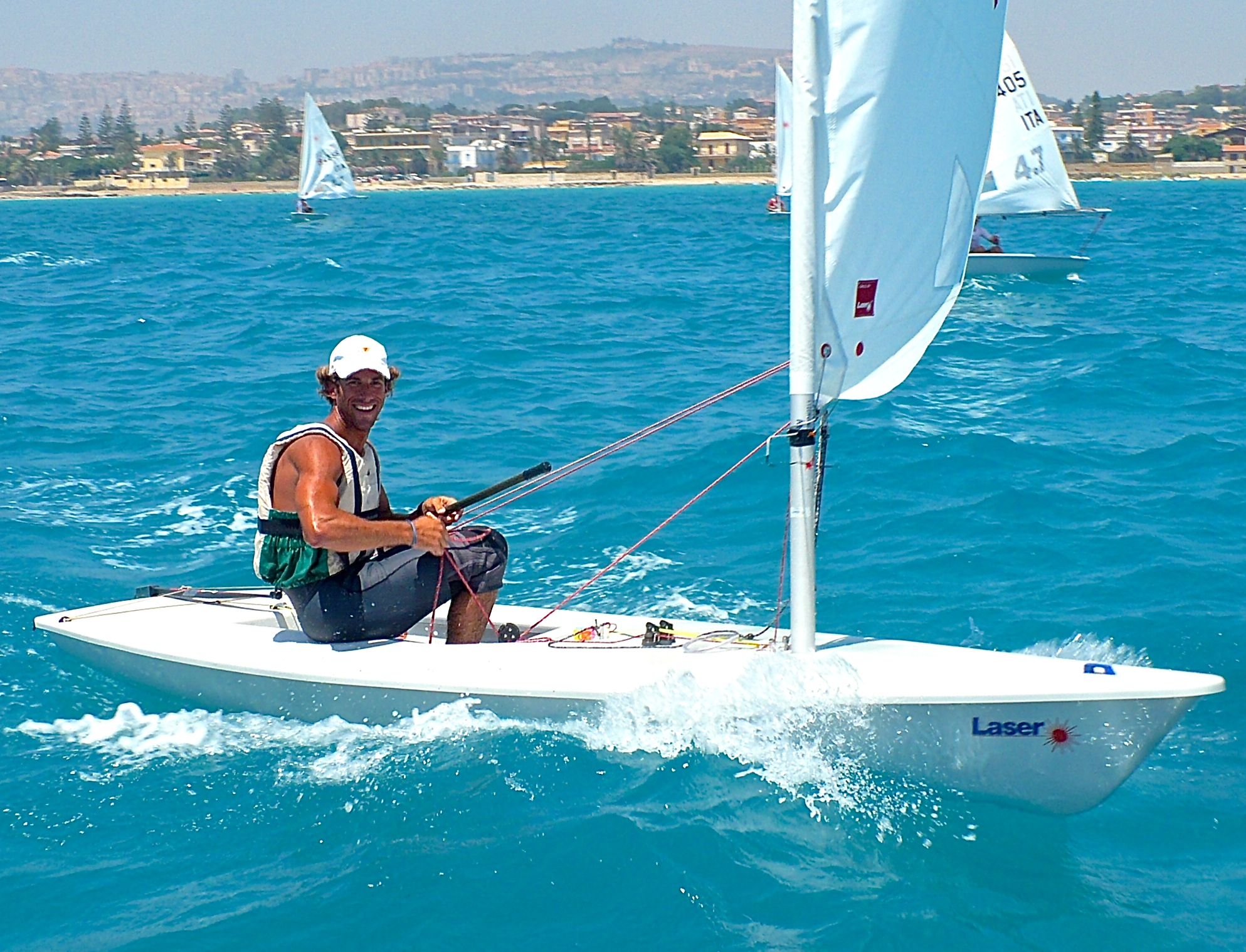
Ivan Scimonelli

Tra gli sport individuali Siracusa ha avuto una grande tradizione nello sport della vela. La Regata internazionale Siracusa-Malta è una delle più antiche e prestigiose regate del Mediterraneo; nella storia della vela definita anche la più antica regata mediterranea. È giunta alla sua 58ª edizione e vede affrontarsi tra loro sportivamente le imbarcazioni della marineria italiana opposte a quelle della marineria maltese. Vi partecipano circa 50 yacht (parte dei quali con equipaggi maltesi) suddivisi in classe crociera, race e classic. Viene organizzato dalla Lega Navale Italiana sezione di Siracusa e dal Royal Malta Yacht Club.
Nel 2016 e nel 2017 (in questo caso nell'ambito delle celebrazioni dei 2750 anni dalla fondazione di Siracusa), le acque aretusee hanno ospitato la prima e la seconda edizione dell'Ortigia Sailing Cup, la "regata delle oasi protette" che, partendo dal porto grande, ha poi toccato altri luoghi simbolici del territorio siracusano come la Riserva Naturale orientata fiume Ciane e Saline di Siracusa e l'area marina protetta del Plemmirio.
Tra gli atleti siracusani si distingue Ivan Scimonelli che è uno dei velisti italiani più titolati.

## Sport di squadra

### Calcio

#### Ortigia Sport Club
L'Ortigia è stata la più antica società di calcio (o di football così come veniva chiamato all'epoca) siracusana fondata nel 1907. Dalla storia breve, ha partecipato a una Coppa Lipton nel 1909 e si è sciolta nel 1914-15 in coincidenza con lo scoppio della prima guerra mondiale. Sulla sua scia sono comunque sorte altre realtà calcistiche perlopiù rionali (divise da rivalità più o meno forti che con l'avvento del football hanno trovato sfogo sul campo di gioco), alcune delle quali considerabili come le antesignane del Siracusa: Sporting Club Santa Lucia, Polisportiva Siracusana, Esperia, Insuperabile e Circolo Sportivo Tommaso Gargallo, quest'ultimo era anch'esso una polisportiva inizialmente dedita al ciclismo e successivamente sviluppatasi con la sezione calcio. Da menzionare, infine, il Siracusa Football Club con la maglia biancoverde a scacchi ed esistito tra il 1924 e il 1925, che sempre nel 1925 organizzò i campionati studenteschi cittadini di calcio, salto in alto, salto in lungo, corsa veloce e corsa di mezzofondo, e da lì a poco scomparso.

#### Siracusa

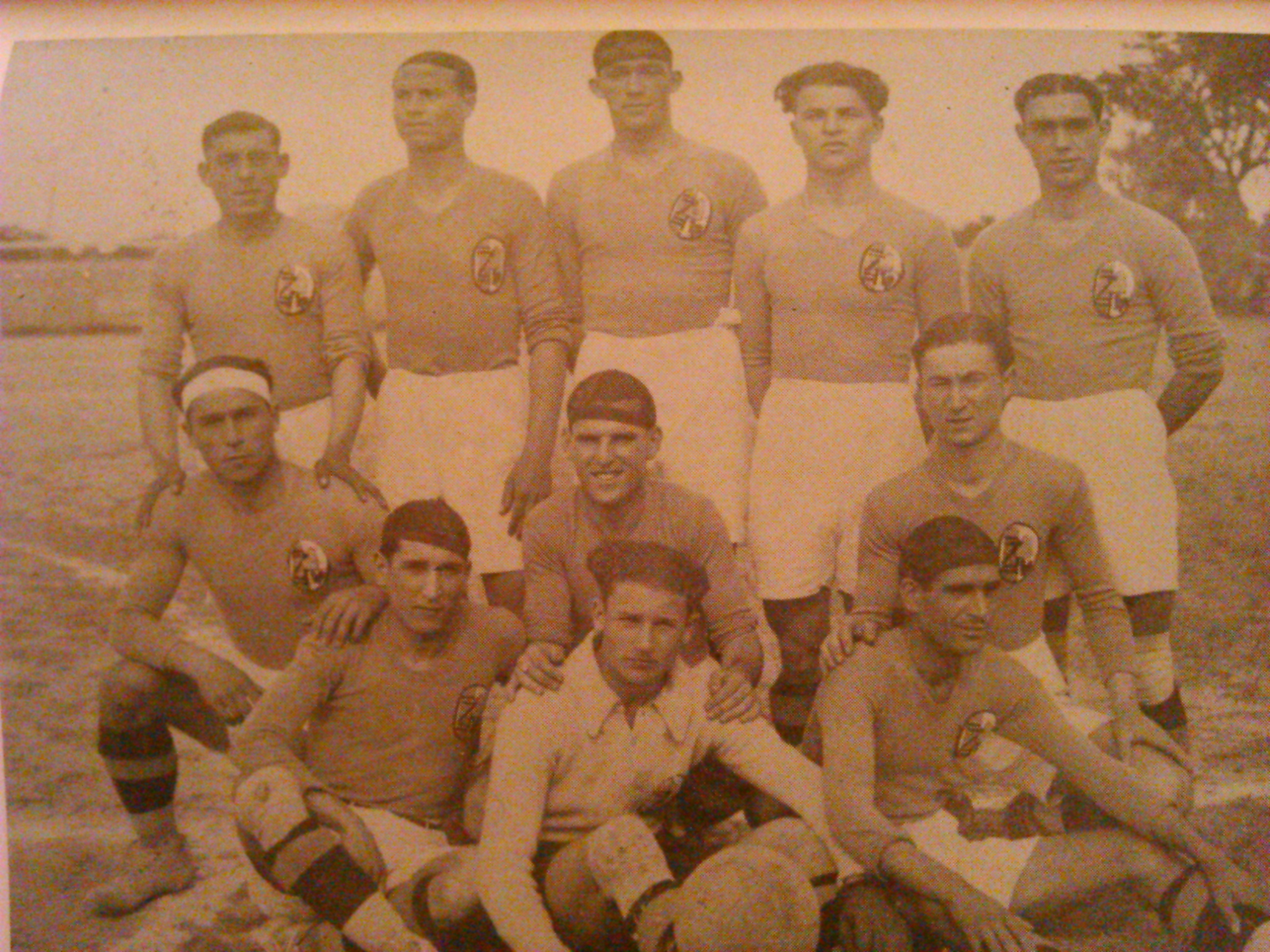
Il Siracusa 1928/29

La maggiore realtà calcistica della città è il Siracusa Calcio.
Nella stagione 2016-2017 milita in Lega Pro, il terzo livello del campionato italiano di calcio.
Il club fu fondato il 1º aprile 1924, per poi esser rifondato più volte: nel 1937, in seguito alla precedente radiazione dai ruoli federali, nel 1995 quando la seconda realtà calcistica siracusana, l'Unione Sportiva Marcozzi Siracusa 1956, divenne il primo club cittadino; e nel 2012, da alcuni rappresentanti del tifo organizzato e iscritto in Terza Categoria per scongiurare la fine dell'attività calcistica in città.
Nell'estate del 2013 tale sodalizio non verrà iscritto ad alcun campionato in seguito al trasferimento del titolo sportivo del Palazzolo nella città aretusea, fondando dunque l'attuale società.
Il colore sociale del club è l'azzurro mentre lo storico simbolo è il leone. L'impianto sede delle partite casalinghe è lo stadio Nicola De Simone, intitolato all'omonimo calciatore morto dopo alcuni giorni di coma (il 30 maggio 1979), a causa di uno scontro di gioco durante il match contro la Palmese. Nel palmarès, il Siracusa annovera la conquista di una Coppa Italia Semiprofessionisti nel 1979.
Nella sua storia quasi centenaria, il Siracusa ha disputato 7 campionati di serie B e 47 tornei di terza serie, diventando una realtà ben consolidata nel panorama calcistico italiano.
Dal 2022 ha la sua prima squadra di calcio femminile denominata Siracusa Women.

#### Comunale
La Società Sportiva Comunale, dall'esistenza molto breve (dal 1945 al 1947), ha disputato il campionato di Serie C 1946-47 al termine del quale, dopo non aver ottenuto neanche un punto e con tre rinunce, ha cessato l'attività. Fino a oggi è l'unica realtà calcistica minore aretusea ad aver partecipato a un campionato professionistico.

#### Unione Sportiva Aldo Marcozzi 1956
L'Unione Sportiva Aldo Marcozzi 1956, semplicemente nota come Marcozzi, è una delle più antiche e più importanti società calcistiche siracusane. La fondazione è avvenuta nel 1956 nell'odierno quartiere di Grottasanta (all'epoca distante e posto in altura rispetto alla città composta prevalentemente dall'isola di Ortigia) da un gruppetto di appassionati con in testa il sacerdote della chiesa omonima. Il nome fu dato in omaggio ad Aldo Marcozzi, un ragazzino milanese morto prematuramente a 14 anni che ha dedicato la sua breve vita alla cristianità e allo sport, e i colori giallorossi derivano da quelli dei boy scout della stessa parrocchia che per anni è stata sede sociale ospitando inoltre nel suo cortile esterno il primo campo di gioco della Marcozzi, che successivamente ha giocato pure allo stadio comunale, nel campo di calcio di Santa Panagia (non più esistente, era situato dietro il viale omonimo), nel campo di calcio del campo scuola Pippo Di Natale, occasionalmente nel campo di calcio "Fortuna" di viale Epipoli e nel centro sportivo Montedison (oggi centro sportivo Riccardo Garrone), nel campo sportivo di Priolo Gargallo, e al Giorgio Di Bari, quest'ultimo ubicato a Grottasanta. Inoltre negli anni novanta, grazie all'allora presidente Beppe Forti, ha usufruito di un proprio centro sportivo situato nella pianura sotto la città. 
L'attività primordiale e più praticata da sempre è quella giovanile (nonché la più prolifica, poiché sono decine i titoli provinciali e alcuni regionali vinti), tanto da rendere il sodalizio di Grottasanta come il punto di riferimento calcistico e anche sociale per tantissimi siracusani che hanno cominciato a giocare a calcio con la maglia giallorossa, alcuni dei quali (Loreno Cassia, Luca Sebastiano Aprile e Maurizio Pellegrino) sono poi arrivati a giocare e ad allenare nei professionisti. Quello giallorosso è stato sempre uno dei club capaci di valorizzare i propri giovani lanciandoli in prima squadra (quasi sempre totalmente formata da giocatori del vivaio siracusani) o in squadre di categorie superiori, segnatamente il Siracusa che infatti l’ha scelto come propria società satellite. Oltre alla cooperazione con i concittadini azzurri, con i quali a differenza di altre città anche siciliane in cui si sono verificati forti e sentiti dualismi non c'è mai stata rivalità ma complementarità (basta pensare che le due tifoserie erano composte fondamentalmente dalle stesse persone che sostenevano sia il Siracusa che la Marcozzi anche nella stessa giornata e nell’arco di poche ore), la società giallorossa si è avvalsa pure dell’affiliazione alla Roma durante gli anni novanta. Inoltre, a partire dagli anni settanta, la Marcozzi ha organizzato tornei giovanili periodici o annuali con lo scopo di dare ulteriore lustro al calcio e alla città di Siracusa, come il trofeo Pioletti e il trofeo nazionale Città di Siracusa (che fungeva anche da memorial per il giornalista siracusano Lino Romano) inizialmente ristretto alle squadre dei giovanissimi e degli allievi di Siracusa e provincia, e successivamente allargato a club prestigiosi come Avellino, Bari, Catania e altri. Si ricorda in particolare la finale del memorial Lino Romano 1989 in cui si affrontarono al Di Natale gli allievi della Marcozzi Grottasanta e del Siracusa, vinta dai giallorossi per 6-5 dopo i calci di rigore davanti a un pubblico molto numeroso che, come avveniva solitamente in quegli anni, riempì l’unica tribunetta presente. L'ultima edizione del trofeo Città di Siracusa è stata disputata dal 12 al 14 aprile 1995 al De Simone, e oltre agli allievi della Marcozzi vi parteciparono i pari categoria di Lazio, Napoli e Trapani. Nel primo incontro del quadrangolare la Marcozzi giocò e perse 2-1 contro la Lazio, così come perse (3-2) la finale terzo-quarto posto contro il Trapani. Sempre alla Marcozzi, si deve l'istituzione di un altro torneo stavolta internazionale denominato "torneo Sirma" (acronimo di Siracusa-Malta) che si svolse al De Simone il 19 agosto 1997 con un triangolare tra il Siracusa Marcozzi, il Naxxar Lions e la squadra riserve dell'Atletico Catania, concluso con la vittoria degli aretusei che hanno battuto entrambi gli avversari.
Abbastanza curioso è il fatto che nel corso della sua storia ha cambiato più volte colori di maglia e di completi, i quali sono stati sempre variopinti sia per la prima squadra che soprattutto per il settore giovanile. Oltre al classico giallorosso in diverse tonalità (con il rosso spesso in prevalenza sul giallo presente sul colletto a righini o a v, o sulle maniche o bande o strisce), negli anni sono stati usati anche: il bianconero, il biancorosso; il rossonero, il rossazzurro o solo il rosso; il rosanero; il viola con linee bianche; l'amaranto o il granata o il cremisi; il giallo bianco, il giallo celeste, il gialloblù, il giallonero o solo il giallo; il biancoverde o verde con risvolti bianchi (il verde è il colore rappresentativo di Siracusa e di uno dei suoi simboli, Santa Lucia), il verdenero con tracce di giallo, e il verdeazzurro con fascia bianca; l'azzurro; fino ad un insolito blù con bande arancioni e al biancazzurro nella prima maglia alternativa indossati nel 1995-96 (mantenendo comunque il giallorosso nel secondo completo), all’azzurro nella prima maglia e al bianco con bordi azzurri nella seconda dal 1996-97. Il simbolo è un’aquila, la quale è anche il simbolo dello stemma di Siracusa. 
Le prime stagioni, oltre alla suddetta attività giovanile, hanno registrato la partecipazione della Marcozzi ai campionati locali CSI, e successivamente all’affiliazione alla Figc ai campionati federali giovanili e dilettantistici militando il più delle volte tra la Seconda e la Terza categoria, con qualche apparizione in Prima categoria, andando inoltre incontro a diverse fusioni: la prima nel 1976 con la Tiche Platan (con nuovo nome di Marcozzi Tiche) e sciolta nel 1980, e la seconda nello stesso anno con l'Hockey Pattinaggio (con la denominazione di Hockey Marcozzi) anch'essa sciolta dopo due anni quando la Marcozzi ha ripreso la classica denominazione a cui, dopo un ulteriore biennio, ha aggiunto Grottasanta per rimarcare l'appartenenza al proprio quartiere. La svolta avvenne nel 1991-92 con l’ulteriore fusione con il Pro Priolo che comporta l’ottenimento del titolo sportivo di prima categoria dei priolesi (nella stagione precedente la Marcozzi giocava in Terza categoria) nonché il trasferimento a Priolo Gargallo e l’assunzione del nome Priolo Marcozzi, con il quale vince il campionato di Prima categoria girone C dopo un testa a testa con l’Atletico Misterbianco, sfiorando inoltre la doppietta campionato-coppa Sicilia perdendo ai rigori la finale contro il Patti sul neutro del Comunale di Acireale (è andata meglio al settore giovanile, con gli under 18 e gli allievi regionali che hanno vinto due delle tre finali raggiunte dalle squadre marcozzine, e con gli esordienti laureatisi campioni provinciali), dopodiché la Marcozzi ritorna a Siracusa e con l'avvento della famiglia Lanza da Caltagirone che ha rilevato la società dal dimissionario e indimenticato presidente Beppe Forti, cambia nuovamente denominazione in Marcozzi Siracusa, raggiungendo i suoi massimi storici arrivando a disputare quattro campionati di Promozione dal 1992-93, in cui ha sfiorato la promozione arrivando terza con un solo punto di svantaggio sul Caltagirone e con due sulla capolista Canicattì, al 1995-96 quando, con la nuova denominazione di Siracusa Marcozzi, è arrivato secondo a 65 punti dietro lo Scordia, e grazie al ripescaggio della Lega sicula nell'estate 1996, due di Eccellenza Sicilia (dal 1996-97 al 1997-98) in cui ha incontrato avversari blasonati e ben conosciuti dai siracusani come ACR Messina, Enna, Giarre, Leonzio, Modica e Vittoria, disputando e perdendo nel 1997 i play-off regionali contro la Folgore Castelvetrano vincitrice per 1-0 in entrambi gli incontri, e ottenendo l'anno dopo la promozione nel Campionato Nazionale Dilettanti, vincendo con 67 punti il proprio girone di Eccellenza nonché la Coppa Italia Dilettanti Sicilia battendo per 1-0 il Giarre al Pian del lago di Caltanissetta, vittoria valevole la prima partecipazione ad una competizione di carattere nazionale, la Coppa Italia Dilettanti in cui ha affrontato i calabri della Palmese (0-0 al De Simone, 2-0 a Palmi per i neroverdi locali).
Con il definitivo cambio di denominazione da US Siracusa Marcozzi a US Siracusa avvenuto nel 1998-99, si esaurisce completamente la Marcozzi e con essa la sua partecipazione ai campionati dilettantistici e federali ma non la sua storia contenuta nel numero di matricola federale 79957, e tramite la scissione dall’US Siracusa diventato a tutti gli effetti il nuovo Siracusa (prendendone oltre al nome e al colore pure il simbolo del leone con il logo storico) con l’arduo compito di riportare il leoncello azzurro ai fasti di appena due anni addietro, si costituisce la nuova Marcozzi che torna al Di Bari dopo l'esperienza quadriennale al De Simone dedicandosi solo all’attività di scuola calcio, rimanendo comunque affiliata alla società madre. Dal 2000 ai giorni nostri ha disputato i campionati di piccoli amici, pulcini ed esordienti.  
Il 19 giugno 2025 viene comunicata la rinascita della società e il ritorno all'attività calcistica affiliandosi, così come nel 1956, al CSI. 

#### Unione Sportiva Tiche Platan
È nata nel 1973 su iniziativa del suo presidente-fondatore Giuseppe Platania (da cui il secondo nome tronco della società), artigiano di professione, e di un amico commerciante, con lo scopo di raccogliere in una e più squadre di calcio i ragazzi che giocavano per le strade dell'odierno quartiere Tiche (il cui nome principale richiamava non solo il quartiere di appartenenza ma scaramanticamente anche la Dea della fortuna Tiche). Cominciò così la storia di una delle più dinamiche realtà calcistiche aretusee particolarmente in ambito giovanile, iniziando dai campionati AICS (la partita d'esordio fu vinta con il mastodontico risultato di 16-0) e successivamente affiliandosi alla Figc. Grazie al grande entusiasmo e alla altrettanta quantità di iscrizioni, e dopo aver gettato le basi con la scuola calcio, la società si è arricchita con le squadre pulcini, esordienti A e B, aquilotti, giovanissimi A e B, allievi A e B, juniores, fino ad arrivare alla prima squadra che ha disputato i campionati di Terza e di Seconda categoria. Tuttavia negli anni sorsero alcune difficoltà, sia di sopravvivenza che portarono il sodalizio rossonero a fondersi con una società molto simile per tradizione di settore giovanile nonché per dinamicità e per varietà di colori, l'US Marcozzi, e sia per la mancanza di un proprio terreno di gioco che fu realizzato negli anni ottanta a spese del presidente Platania in uno spazio ricavato in via Ludovico Mazzanti su un fondo di terra battuta. Erano gli anni dell'unione con la Marcozzi che però durò poco. Nonostante tutto, la Tiche Platan si è ritagliata un proprio consistente spazio nel calcio aretuseo, permettendo a moltissimi giovani siracusani (291 in totale) di giocare a calcio nonché di emergere e di approdare in club importanti, come nel caso di Loreno Cassia che andò al Licata con cui ha disputato un campionato di C1 e due di B; Maurizio Pellegrino fu prelevato dal Catanzaro all'epoca in Serie B; Sebastiano Pincio dall'Inter che lo schierò nella squadra primavera (Pincio è stato inoltre uno dei protagonisti della storica promozione e del primo campionato di serie C2 del Modica); Fabrizio Giacalone dalla Virescit Bergamo in C1, oltre a tantissimi altri che sono stati girati al Siracusa. 
L'eccessivo dispendio economico di una società ben organizzata ma modesta, portò Giuseppe Platania a scioglierla nel 1994 e a svincolare tutti i tesserati, regalandogli i rispettivi cartellini. 

#### Interciane
Questa società, con una denominazione che da un lato fa riferimento a una delle squadre italiane più tifate come l'Inter e dall'altro a uno dei simboli di Siracusa, il Ciane, è stata fondata ad inizio anni settanta da Amelio Zirone, il quale oltre a essere il fondatore e il presidente ne era pure l'allenatore. Anche questa realtà prese inizialmente parte ai campionati CSI, arrivando nel 1971 al prestigioso titolo di campioni d'Italia categoria allievi conquistato a Montecatini Terme. Furono diversi i giocatori che, usciti dal vivaio dell'Interciane, arrivarono a giocare in società di serie C, tra cui con i concittadini azzurri del Siracusa. Tra varie difficoltà, su tutte quella atavicamente legata all'impiantistica sportiva cittadina (Zirone, come altri presidenti e dirigenti, si diede da fare per dare alla sua squadra un campo di gioco, precisamente nella zona dei Pantanelli e nei dintorni del circuito), nel 1979 la società si affilia alla Figc e iscrive la squadra in Terza categoria, che vince andando immediatamente in Seconda categoria, vincendo anche lì e arrivando al record di due campionati vinti in soli due anni di attività calcistica federale. Prima del nuovo e primo campionato in Prima categoria, l'Interciane si fonde con la Pentapoli assumendo la denominazione di Interpentapoli e stabilendosi nel campo di calcio di via Sant'Orsola a Santa Panagia meglio conosciuto come "il campo dell'Interciane". Da lì in poi le stagioni si alternano tra Prima e Seconda categoria, fino allo scioglimento del 1992, un anno dopo le dimissioni del fondatore Zirone. 

#### Polisportiva Quartiere Tiche
Nasce nel 1975 con la denominazione di Società Sportiva Tiche 75. Società con anch'essa un florido settore giovanile, ha militato sempre tra la Prima e la Terza categoria. Nella metà degli anni novanta si fonde con la società di calcio del dopolavoro ferroviario di Siracusa diventando Dopolavoro Ferroviario Tiche, dopodiché cambia nuovamente denominazione in Polisportiva Quartiere Tiche. È stata attiva fino alla stagione 2003-04.

#### Libertas Rari Nantes
Nasce come società di nuoto nel 1978 (analogamente ad altre e omonime realtà natatorie), e comincia a praticare anche il calcio dal 1983 inizialmente ed esclusivamente con il settore giovanile, fino al 1990 quando la società gialloblù costruisce una prima squadra e la iscrive nel campionato di Terza categoria in cui rimane per qualche stagione fino al salto in Seconda categoria. Il campo di gioco è quello ubicato tra Santa Panagia e Scala Greca, meglio conosciuto come "il campo di via Pachino" e successivamente intitolato a Franco Bianchino. Nel 1997-98 viene ripescata in Prima categoria, in cui si salva al termine della prima stagione vincendo lo spareggio contro il Pro Scicli, e in cui gioca fino al 2000-01 fino al nuovo ripescaggio in Promozione (la Rari Nantes si classificò seconda nel proprio girone di prima categoria). Nel corso degli anni duemila si raggiungono le vette più alte della storia gialloblù, specialmente nel 2005-06 quando la Rari Nantes arriva seconda dietro il Valguarnera mancando di pochissimo lo storico approdo in Eccellenza, perdendo inoltre lo spareggio contro il Sommatino. Da lì è cominciata una involuzione con la retrocessione nel 2007-08 dopo aver perso gli spareggi contro lo Scicli, culminata nel 2014 (nonostante la salvezza ottenuta nei play-out contro il Troina) con il trasferimento a Cassibile e con la nuova denominazione di Real Cassibile, mentre il settore giovanile è rimasto a Siracusa. La prima squadra viene rifondata nel 2021 e attualmente partecipa al campionato di Terza categoria Siracusa. Nel contempo, è stata iscritta anche la squadra di calcio a 5 che gioca in serie D. 

#### Centro Sociale Enzo Grasso
L'Enzo Grasso nasce nel 1998 e inizialmente si dedica alla scuola calcio e al settore giovanile, dando la possibilità a molti bambini, ragazzini e ragazzi dei quartieri degradati di giocare a calcio e di togliersi dalla strada, svolgendo così anche attività sociale (da qui la denominazione societaria). Questo fino al 2003 quando la società decise di andare oltre l'attività originaria creando una prima squadra che viene iscritta al campionato di Terza categoria Siracusa 2003-04, e successivamente anche una squadra di calcio a 5. La prima stagione in un campionato dilettantistico e federale è buona, l'Enzo Grasso giunge settimo in classifica, e la stagione successiva fa ancora meglio arrivando secondo, piazzamento che vale il ripescaggio in seconda categoria dove, sempre con buoni risultati, milita fino al 2007-08 quando vince il campionato e approda in prima categoria. Anche qui i biancorossi vestono i panni della "matricola terribile", e dopo due anni (nel 2009-10) vincono un altro campionato arrivando in Promozione: nella prima stagione disputa un altro buon campionato classificandosi ancora quinto ma a pari punti con lo Sporting Battiati, per questo motivo è necessario uno spareggio per il 5º posto che i biancorossi vincono per 6-5 dopo i calci di rigore, passando così alle semifinali play-off dove incontra lo Sporting Misterbianco, ma stavolta perde 3-0. Il successivo campionato 2011-12 è senza infamia e senza lode, settimo posto e 42 punti, quello seguente (2012-13) invece conferma i progressi della squadra anche in Promozione, la quale nel frattempo ha cambiato colori (dal biancorosso al blucerchiato) e arriva terza a 54 punti a più di dieci punti di distanza dai catanesi della San Pio X, mancando l'obiettivo degli spareggi e del grande salto in Eccellenza. Da lì a poco però succede che, nello scambio di società tra Siracusa e Palazzolo Acreide, l'Associazione Calcio Palazzolo viene portato nella città aretusea diventando Sport Club Siracusa, mentre il CS Enzo Grasso viene trasferito nel comune montano cambiando nome in Sport Club Palazzolo. 

#### Real Siracusa Belvedere
Il Real Siracusa, fondato nei primi anni duemiladieci come società di puro settore giovanile, si fonde con il Belvedere Città Giardino nel 2016-17, assumendo la denominazione di Real Siracusa Belvedere e inizialmente i colori biancazzurri poi modificati in biancorossi con maglia a scacchi sul modello della nazionale croata, assumendo talvolta il rosso sull'intero completo, partecipando così (grazie al titolo sportivo dei belvederesi) al primo campionato dilettantistico e federale, ossia quello di Promozione, in cui figura per due stagioni ottenendo l'ottavo e il nono posto, fino alla svolta del 2018-19 quando arriva secondo a 61 punti, con cinque di distacco dalla capolista Ragusa, e vincendo poi la finale play-off contro il Carlentini sul campo neutro di Palazzolo Acreide conquistando così la prima storica promozione in Eccellenza. Sempre nel 2019, a causa della nuova radiazione del Siracusa ripartito dalla Promozione, diviene la prima società calcistica siracusana, primato che ha mantenuto fino al 2020-21 quando entrambe si sono trovate nella stessa categoria e si confrontate per la prima volta in una inedita stracittadina. Dal 2021-22, dopo cinque stagioni disputate tra il Giorgio Di Bari e il centro sportivo Riccardo Garrone, gioca al Nicola De Simone il suo terzo campionato consecutivo di Eccellenza, continuando a farlo per le successive due stagioni sempre nella massima categoria regionale. Il 1º agosto 2024, diventa la società satellite del Siracusa Calcio, cambiando pure i colori (dal biancorosso all'azzurro) e il logo (quasi identico a quello del Siracusa). Il 18 luglio 2025, si fonde con l'Apd Melilli trasferendosi a Melilli. Così facendo, la società verdenero ha ottenuto il titolo sportivo di Eccellenza per la stagione 2025-26. 

#### Santa Lucia
Il Santa Lucia, dai colori neroverdi (anche se sono stati cambiati diverse volte con altri abbinamenti come il biancoverde, l'azzurro, il gialloblù e il rossoblù) e nata come società di calcio a 5, si affilia alla Figc e partecipa per la prima volta ad un campionato di calcio a undici (Terza categoria Siracusa) nella stagione 2013-14 nel campo di calcio del Di Natale. Nella stagione successiva vince il campionato, disputato al Di Bari, e viene promosso in Seconda categoria in cui rimane fino alla stagione 2016-17 quando disputa e perde la finale play-off contro il Vizzini, che nonostante il pareggio per 0-0 è stato promosso perché meglio classificato. Proprio in qualità di finalista perdente, durante il pre-campionato 2017-18 il Santa Lucia viene ripescato in Prima categoria dove ha giocato fino al 2019-20, quest'ultimo allo stadio De Simone.
La sezione maschile di calcio a undici nell'estate 2020 è stata trasferita a Scicli diventando il nuovo Usd Cremisi Scicli, ed è stata sostituita dalla squadra di calcio femminile (fondata nel 2019, è una delle prime squadre di calcio femminile a Siracusa) che ha disputato il campionato di Eccellenza Sicilia girone B sempre al De Simone. Nel 2022 si è unita insieme al Siracusa Calcio nel progetto e nella società Siracusa Women, che ha ereditato il titolo sportivo di Eccellenza del Santa Lucia. 

#### Atletico Siracusa
È nato nell'estate 2022 da alcuni appassionati di calcio. Con i colori sociali oro-nerazzurro, e con il cavaliere templare come simbolo, partecipa al campionato siracusano di Terza categoria. Nel 2022-23 ha concluso al quarto posto con 31 punti, e partecipando ai play-off, perdendo la prima sfida contro il Melilli. Nel 2023-24 vince il proprio girone di Terza categoria, vincendo lo scontro diretto all'ultima giornata disputato in casa contro l'Azzurra Francofonte. 

### Pallanuoto

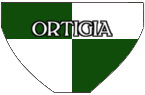
Il costume del CC Ortigia

La prima squadra di pallanuoto sia in ambito maschile che femminile è il Circolo Canottieri Ortigia.
Nella stagione 2018-2019 la squadra maschile milita in Serie A1, la femminile in Serie B.
Oltre ai titoli di club vinti, l'Ortigia vanta un buon numero di giocatori internazionali di entrambi i sessi che hanno vinto competizioni con la rappresentativa nazionale italiana a livello europeo, olimpico e mondiale come per esempio Sandro Campagna, Paolo Caldarella, Valentino Gallo, Eleonora Gay e Alice Giancristofaro.
Sempre in ambito maschile figura in città il Circolo Canottieri 7 Scogli, militante in serie B, la terza divisione nazionale.

### Pallamano

#### Ortigia Siracusa
Capitolo più ampio merita questa disciplina, capace di regalare alla città di Siracusa le migliori soddisfazioni mai ricevute da altri sport.
La maggiore realtà pallamanistica aretusea in ambito maschile ai primi anni ottanta è stata l'Ortigia Siracusa, la quale ha svolto la sua attività dal 1978 al 2002, vincendo 3 scudetti, 2 coppe Italia, e partecipando a tre edizioni della Coppa dei Campioni, due edizioni della Coppa delle Coppe e a diverse edizioni della Coppa EHF. Fiore all'occhiello del club biancoverde è stato da sempre il settore giovanile, con la quale ha vinto diversi trofei a carattere regionale e nazionale.

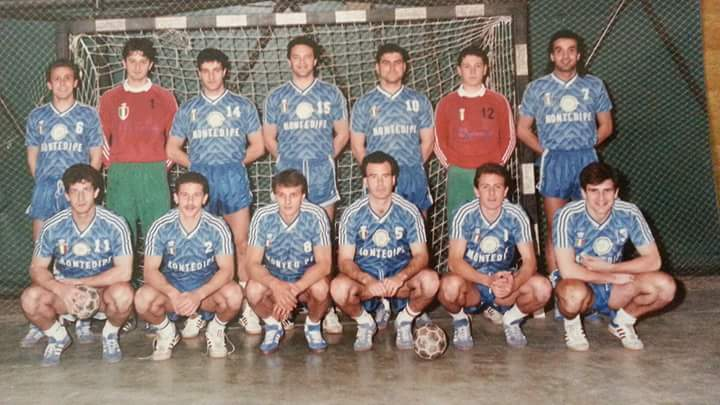
C.C. Ortigia SR 1989-90: Zanghì S., Gaia, Mauceri, Chionchio, Bronzo, Magni,Scognamiglio accosciati Di Giuseppe, Rudilosso L., Zovko, Reale, Fusina e Bossi

L'impianto di gioco delle gare casalinghe è stato inizialmente il Tensostatico (luogo delle maggiori vittorie biancoverdi) per poi essere sostituito da metà anni novanta dal Pala Lo Bello, progettato e realizzato per ospitare grandi eventi sportivi e intitolato al padre fondatore ed ex arbitro di calcio Concetto Lo Bello nonché ex presidente della Federazione Italiana Giuoco Handball.
Nel 2002 la società, che da alcuni anni faceva i conti con una crisi economica, si ritira dalle competizioni sportive sparendo così dal panorama pallamanistico ma non dall'albo dei vincenti, grazie ai suoi successi ottenuti.

#### Vigili del Fuoco Siracusa
Da ricordare anche un'altra formazione aretusea che ha militato per diversi anni in serie A2, ovvero la Vigili del Fuoco Siracusa, che ha contribuito a sviluppare ulteriormente il movimento in città, lanciando diversi atleti, prima di dover sparire anch'essa.

#### Albatro Siracusa
Dopo la scomparsa dell'Ortigia, ad ereditare le redini di prima squadra cittadina è stata l'Albatro Siracusa, che nel giro di pochi anni ha riconquistato la massima serie nella stagione 2007/08. Nella stagione 2015-2016 milita in Serie A1, partecipando costantemente alla fine della regular season ai play off scudetto.
Nella stagione 2013-14, l'Albatro iscrisse una formazione femminile al torneo di serie B, riuscendo a vincere il torneo, ma rinunciando ad iscriverla al torneo superiore per mancanza di fondi.

#### Eos Siracusa
Il club che annovera più costanza raggiungendo i maggiori successi nel Campionato italiano di pallamano femminile, fu l'Eos, disputando 12 campionati di Serie A in complessivo.
La società presieduta da Maria Zocco, diventò uno dei sodalizi più importanti ed ambiziosi della massima serie, lanciando in orbita nazionale diverse atlete locali. In totale partecipò a 12 campionati di serie A1 ottenendo l'apice del successo nella stagione 1999-2000, quando ottenne il suo primo ed unico scudetto. Scompare nella stagione 2006, dopo essere piombato in serie A2, per via nei noti problemi economici che in quegli anni colpirono numerose società tra cui la squadra maschile dell'Ortigia.

#### Polisport Siracusa & Gioventù Pentapoli
In ambito femminile, i maggiori successi sono riscontrati negli anni '90. Difatti, il movimento raggiunse l'apice del successo quando nel campionato di massima serie di serie A1 1996-97 arrivarono a partecipare tre realtà cittadine, l'Eos Siracusa la Polisport Siracusa e la Gioventù Pentapoli. Mentre la prima rimase con più costanza nel massimo torneo femminile, le altre due realtà siracusane, si ben comportarono nei tornei di seconda serie A2, fino al raggiungimento della serie A. La Polisport Siracusa rimase in serie A1 nelle stagioni 1996-97, 1997-98 e 1998-99, prima di chiudere i battenti nel giro di due anni, dopo essere sprofondata in serie B. Il primo tecnico della Polisport in massima serie fu il siracusano Pierandrea Izzi che nel 1999-2000 passato all'Eos Siracusa vincerà lo storico scudetto. La Gioventù Pentapoli approdata in massima serie per la prima volta nella sua storia nel 1996-97, vi ritorna nella stagione 2000-01, dopo aver dominato il campionato, totalizzando tutte vittorie ed una sola sconfitta. La stagione 2000-01, nel massimo campionato di serie A1, a tre gare dal termine, e con la retrocessione ormai avvenuta, decide di ritirarsi, non iscrivendosi più a nessun campionato. Ad oggi, la città in ambito femminile, non è rappresentata in nessuna categoria.

### Pallacanestro

#### Polisportiva Aretusa
In ambito di pallacanestro, la città viene rappresentata dall'Aretusa Siracusa. I biancoverdi, nella stagione 2015-2016 hanno militato in Serie C, il quarto livello del campionato italiano di basket.
La società fu fondata il 16 aprile 1944 per poi essere rifondata nel 2000.
I colori sociali del club sono il bianco-verde, l'impianto sede di gioco delle gare casalinghe è il Pala Akradina, sito a poca distanza dalla cittadella dello sport. La società raggiunge i vertici del Basket Italiano negl'anni sessanta, esattamente quando nella stagione 1961/62 vince il campionato di serie B sotto il nome Sincat Siracusa classificandosi al primo posto, ottenendo l'accesso al suo primo campionato di serie A nella stagione 1962/63.
Nello stesso anno, nel campionato di serie B la Pallacanestro Siracusa (altra realtà siracusana) si ben comporta classificandosi al terzo posto. Da qui, l'idea a fine campionato di unire le proprie forze, decidendo di iscrivere l'anno successivo un'unica squadra nel campionato di serie A sotto il nome di Pallacanestro Siracusa.
La sua permanenza in massima serie resiste fino al 1964/65, anno in cui vengono riformati i campionati che subiscono un allargamento, provocando il declassamento dei biancoverdi al torneo di serie B.
Nel palmarès, annovera anche una Coppa Sicilia vinta nel 2013. Attualmente disputa il campionato di Promozione girone arancione. 

### Pallavolo

#### TecnoService & Costanzo Sr
Grande tradizione riserva questa disciplina alla città aretusea. In ambito femminile i migliori risultati. In passato i club della TecnoService e della Costanzo Siracusa hanno calcato i palcoscenici della serie B1 (terza serie nazionale) e B2 (quarta serie nazionale). Nella maschile negli anni '80 a regalare alla città la serie B2 fu l'Aurora Siracusa, ma negli anni a seguire vennero calcati con più costanza i tornei dilettantistici, inducendo il club oggi a puntare maggiori risorse in ambito femminile.

#### Holimpia Siracusa Volley & Aurora Sr
Nella stagione 2015-2016 la femminile è rappresentata dall'Holimpia Siracusa (promossa al torneo di B2) e dall'Aurora Siracusa (promossa in serie C).

#### Paomar Volley Siracusa
Nata nel 2019, la Paomar Volley ha esordito nel campionato di serie B2 femminile ed ha riportato, dopo tanti anni di assenza, la pallavolo maschile a Siracusa con la prima squadra in serie D ottenendo la promozione in serie C all'esordio nonostante l'interruzione del campionato a causa del Covid-19 vista la vittoria già matematica del campionato. Dalla stagione 2021-22 milita in serie B.

### Calcio a 5

#### Ares
Il calcio a 5, particolarmente vigoroso nella vicina Augusta, vede negli anni '90 i migliori risultati in città. L'allora prima squadra cittadina, l'Ares Siracusa, arriva a frequentare i quartieri alti del campionato italiano di calcio a 5 nella stagione 1993-94 disputando il torneo di Serie B (all'epoca seconda serie) rimanendoci fino al 1998-99 quando vince il campionato ottenendo la storica promozione in Serie A2 in cui figura per una sola stagione, andando poi incontro a una regressione che porta, nel successivo campionato di Serie B 2000-01, all'ulteriore retrocessione in terza serie, disputandovi costantemente i successivi campionati, fino a quando il club non viene più iscritto a nessun torneo e quindi sparisce dalla mappa del futsal. Uno dei risultati più prestigiosi da annoverare nella storia del club risale nella stagione 1997-98, quando la formazione juniores dell'Ares diventò vicecampione d'Italia classificandosi alle spalle della più quotata Roma RCB.

#### Siracusa Calcio a 5
Nella stagione 2008-09 Siracusa torna a respirare aria dei campionati nazionali che contano, grazie al Siracusa Calcio a 5 che riporta la terza serie in città. Il suo presidente Fabio Pisanello, con una proficua collaborazione con l'Augusta militante all'epoca e da molti anni in Serie A, è riuscito a tesserare alcuni giocatori brasiliani, particolarmente pratici ed esperti visto che il futsal si è diffuso più in Brasile che nel resto del Sud America e del mondo. Gli azzurri rimangono in Serie B per due stagioni consecutive: nella prima concludono al settimo posto e con 40 punti, nella seconda invece vengono esclusi a campionato in corso (precisamente alla 23ª giornata) dopo la quarta rinuncia, dopodiché rinuncia anche all'iscrizione e al prosieguo dell'attività per mancanza di liquidità.

#### Holimpia Sr & Siracusa Meraco
Attualmente a rappresentare la città nel torneo di Serie C2 vi sono due club: l'Holimpia Siracusa e il Siracusa Calcio a 5 Meraco, già Imbrò Meraco, erede del Siracusa Calcio a 5 e presente assiduamente nei campionati di C2.

#### Aretusa 94
È stata fondata nel 1994 da un gruppo di amici allora ragazzini con la passione per il calcio a 5 e con la voglia di stare insieme. Gioca in serie C2.

#### Le Formiche Sr
Nel movimento calcistico femminile, il club Le Formiche Siracusa raggiunge il torneo di serie A nella stagione 2013-14, sviluppando ulteriormente questo sport che a Siracusa viene praticato solo da circa un decennio. Nella stagione 2015-16 cambia denominazione in Arkè Siracusa, e per via dell'allargamento dei gironi viene declassato di una categoria, mantenendo però un buon seguito di appassionati oltre che un buon numero di iscritte.

### Hockey e Pattinaggio

#### Polisportiva Hockey Pattinaggio
Questa polisportiva dedita all'hockey e al pattinaggio fu fondata alla fine degli anni cinquanta da monsignor Giuseppe Caracciolo e dal suo ex compagno di scuola Concetto Lo Bello, i quali raccolsero l'invito di unificare in una società le piccole realtà rotellistiche cittadine. Vi hanno fatto parte, tra gli altri, Pippo Cantarella. La polisportiva affonda però le sue radici con un altro sport: il calcio. Sempre monsignor Caracciolo fu il fondatore, nel 1957, della Società Sportiva San Sebastiano (emanazione sportiva dell'omonima associazione religiosa) che giocava nel campo di calcio Contardo Ferrini di piazza Duomoi campionati juniores del CSI con discreto successo, tanto che nel 1960-61 dopo aver vinto la finale regionale ad Enna, approdò alla fase nazionale costituita da un quadrangolare. La San Sebastiano superò anche questa fase e arrivò alla finalissima disputata a Torino contro i pari categoria della Juventus. I siracusani non sfigurarono nemmeno contro il più blasonato avversario, resistendo con lo 0-0 fino al lancio della monetina (all'epoca non c'erano i tempi supplementari) che girò a favore dei locali. In compenso, due giocatori aretusei (Antonio Moncada e Armando Tuccitto) furono apprezzati e scelti dalla società bianconera, ma la favola di questa piccola realtà calcistica siracusana non finì qui perché nei successivi cinque anni partecipò ad altre finali nazionali a Piacenza, Pesaro, Rimini e Foligno, perdendole tutte ma uscendo vincitori sotto l'aspetto sportivo per il comportamento corretto ed esemplare dimostrato in campo. Questi risultati ottenuti nel CSI, spinsero Caracciolo ad affiliare la sua squadra alla Figc e ad iscriverla nei campionati dilettantistici. Nel frattempo la società cominciò a interessarsi anche all'hockey e al pattinaggio, arrivando a costituire e a sviluppare l'omonima nuova polisportiva che dal 1976 non ebbe più il suo fondatore Giuseppe Caracciolo defilatosi a causa degli impegni ecclesiastici, restando attiva fino alla metà degli anni ottanta quando chiuse definitivamente. 

### Rugby

#### Sirako Rugby Club
Questa disciplina, viene rappresentata in città dalla Sirako Rugby Club. Fondata il 13 settembre 1989, nella stagione 1991-92, dopo solo 3 campionati disputati, la Syrako agguanta la promozione in Serie C1 con 21 vittorie e nessuna sconfitta. Una marcia trionfale che prosegue, con immutato entusiasmo, anche negli anni successivi. Alla prima squadra vengono affiancate le formazioni giovanili Under 14 e Under 16, entrambe più volte vicine alla conquista del titolo regionale di categoria. Nella stagione 1996-97, la Syrako Rugby Club si fonde con il Rugby Club Siracusa, l'altra squadra cittadina, sfiorando addirittura la promozione in serie B. Nel frattempo, da giocatore e “mentore”, Saro Buscema diventa allenatore della squadra; il rugby acquisisce, finalmente, popolarità. Nella stagione 2008-09, viene ingaggiato come tecnico lo scozzese William Vickers, che porta una ventata di novità e affianca per 2 stagioni Saro Buscema nella gestione tecnica della squadra.
Nella stagione 2015-16 la Sirako disputa il campionato di Serie C2, il campo da gioco, seppure la città di Siracusa non disponga di un'area adibita esclusivamente a questa disciplina, dalla stagione 2012-13 il club ottiene dal Comune il nulla osta per disputare le gare interne nello spazio in erba del campo scuola "Di Natale".

### Tennis

#### ASD TC Match Ball & Tennis Club Siracusa
Altra disciplina dalle grandi tradizioni è il Tennis. Difatti a rappresentare la città ad oggi sono l'ASD TC Match Ball che milità nel torneo di serie A1 ed il Tennis Club Siracusa nel campionato di serie A2. Entrambe le squadre posseggono un ottimo vivaio di giovani, che fanno della propria società il valore aggiunto. Dagli anni duemila sono entrate prepotentemente nei campionati di seconda e terza serie, rappresentando al meglio il nome di Siracusa in questa disciplina. Nel 2018 tramite i play-off il Match Ball ha ottenuto la storica promozione in A1, mai un club siracusano si era spinto fino alla massima serie. L'anno dopo il Match Ball stabilisce un nuovo record per un club siracusano: la semifinale scudetto. I campi da gioco sono per il Match Ball in via Agnello nei pressi del Teatro greco di Siracusa, per il Tennis Club la sede è ubicata nel quartiere Santa Panagia.

### Tennistavolo

#### Città di Siracusa & Asd Vigaro
La disciplina del Tennistavolo, da sempre in città ha riscosso una certa tradizione. L'apice del successo giunge nel 2012, quando il Città di Siracusa militante nel massimo torneo di serie A1 inaspettatamente, sbaraglia tutta la concorrenza vincendo uno storico scudetto. Scudetto che purtroppo non porta i benefici che la società immaginava, difatti i problemi economici costringono il club a dover cedere il titolo, passando in modo grottesco dalla vittoria del campionato alla scomparsa dalla massima serie nel giro di pochissimi mesi. Ad oggi, la città viene rappresentata da due realtà, l'Asd Vigaro e dal Città di Siracusa (che nel frattempo è ripartito dalle categorie più basse) nel campionato di Serie A2.

### Canoa polo

#### Canottieri Siracusa

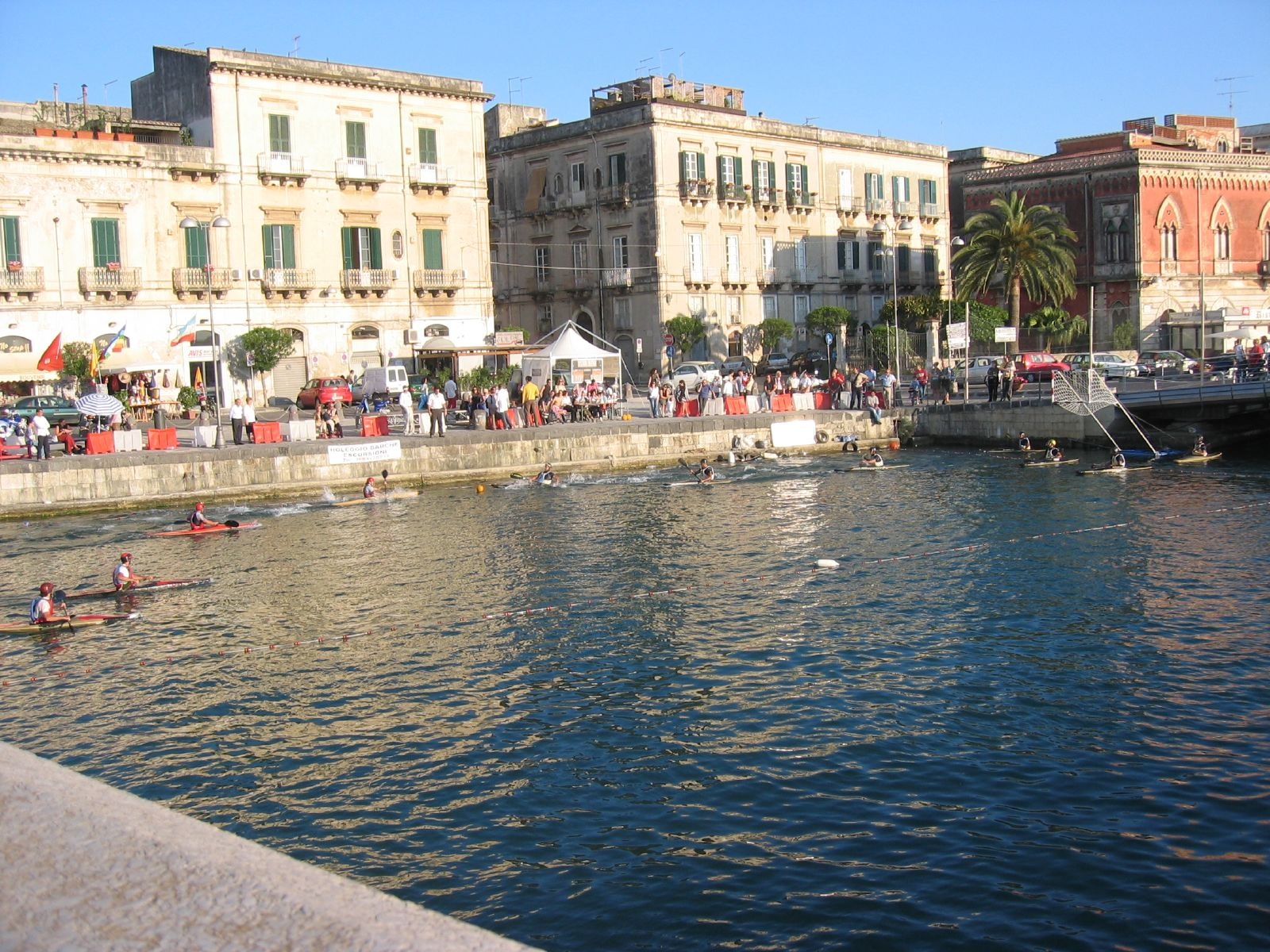
Il campo da gioco della KST

Questo sport merita maggiore importanza tanto quanto la Pallamano. Infatti, così come l'Ortigia Siracusa, in questa disciplina sono arrivati i maggiori successi che la città abbia ricevuto. Questo sport grazie alle molteplici squadre impegnate nel settore Canottaggio, si affaccia alla Canoa polo negli anni '90, arrivando in un breve tempo nel massimo campionato italiano. La prima squadra che riuscì a vincere lo scudetto fu la Canottieri Siracusa nel 1997, negli anni a seguire il club ottenne anche secondi e terzi posti a fine campionato.

#### KST Siracusa
Ma i maggiori successi sono arrivati successivamente. Difatti, la KST Siracusa divenuta nel frattempo la massima espressione cittadina, riesce nell'impresa di vincere scudetto (nel 2013, 2014 e 2015) e coppa Italia (nel 2008, 2013, 2014 e 2016), confermandosi tra le squadre più forti d'Italia.

#### Canottieri Ortigia
Nel 2016 a rappresentare la città in massima serie c'è la KST, mentre il Canottieri Ortigia (con un passato in massima serie) disputa il torneo di serie B

## Principali impianti sportivi
Diversi sono gli impianti presenti in città, che nel corso degli anni hanno fatto la storia, lasciando agli sportivi siracusani innumerevoli ricordi.

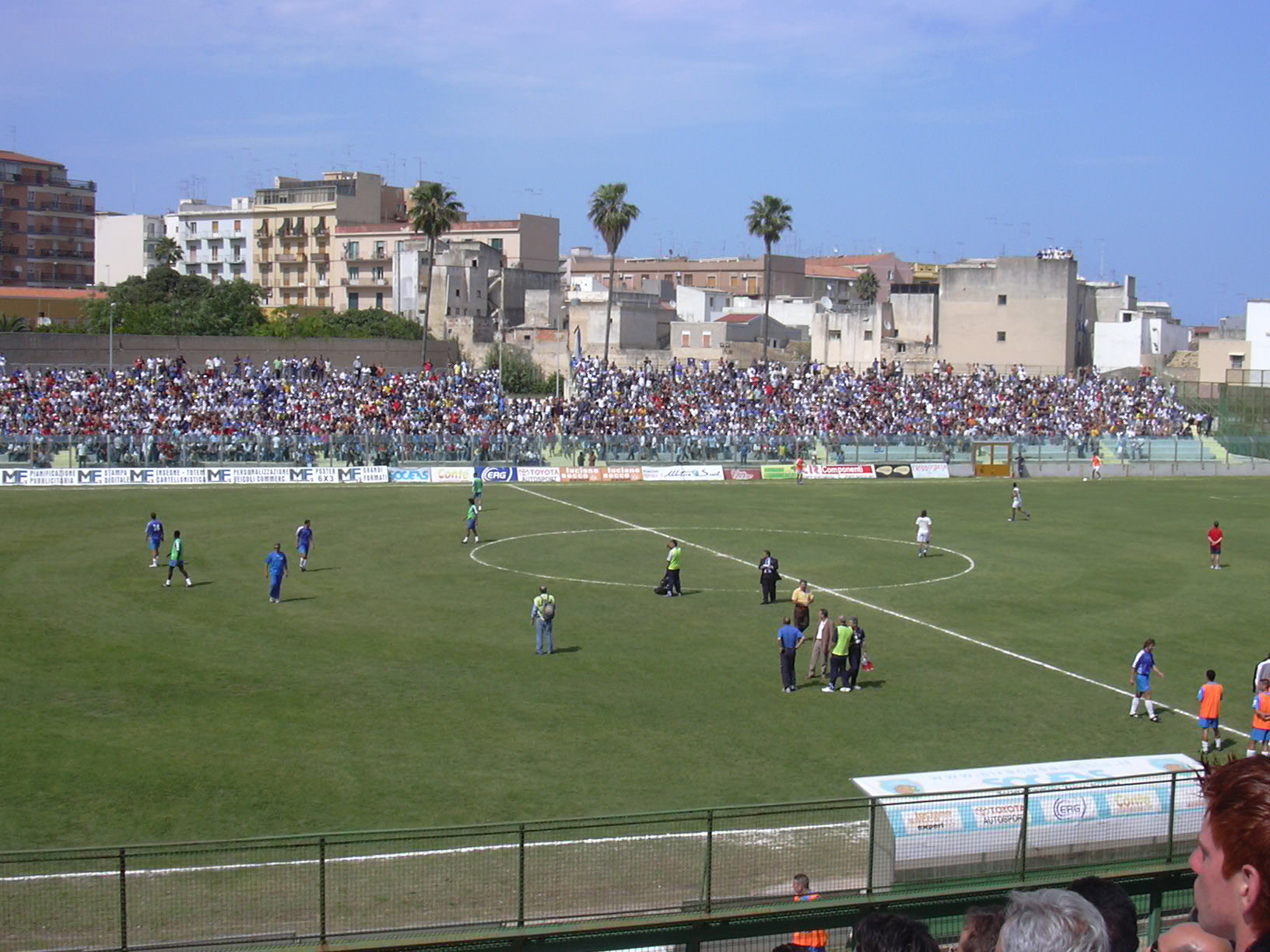
Lo stadio Nicola De Simone

Il principale impianto sportivo che ospita le partite di calcio nella città di Siracusa è lo Stadio Nicola De Simone ex Vittorio Emanuele III, dedicato al calciatore azzurro nel 1979, anno in cui in uno scontro di gioco perse la vita con la maglia del Siracusa. Inaugurato nel 1932, la sua capienza massima è di 5.946, ma in passato si è arrivati ad ospitare anche più di 10.000 spettatori.

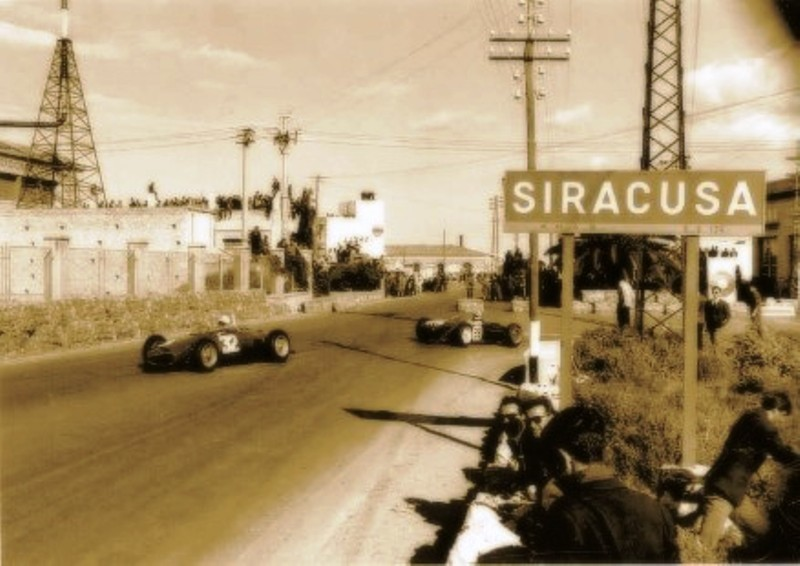
Il Gran Premio di Siracusa

La prima grande struttura, nasce nel 1950, con l'inaugurazione del Circuito di Siracusa. Il circuito, rimase aperto fino al 1969, anno in cui, le manifestazioni agonistiche andarono pian piano diminuendo, fino al portare la chiusura definitiva dell'impianto. L'autodromo ha ospitato oltre il campionato del mondo di Formula 1, anche la Formula 2 e diverse edizioni della Coppa d'Oro Sicilia e della 3 ore notturna. Inoltre, in Formula 1, le gare automobilistiche svolte in città prendevano il nome di Gran Premio di Siracusa portando notevole lustro e riscontro economico in città. Al Circuito si sono svolte anche gare di Superbike.
Il 14 luglio 1964 un'altra struttura dal notevole beneficio cittadino viene inaugurata ufficialmente, la Cittadella dello Sport. Uno dei promotori per la realizzazione della Cittadella, fu l'ex arbitro Concetto Lo Bello, grazie alle sue conoscenze e soprattutto al suo impegno nel dare alla città di Siracusa una struttura completa capace di contenere la piscina olimpionica, pista di pattinaggio a rotelle, campi da tennis, calcio a cinque, pallavolo, basket, un'area adibita alle sedi dei club ed un'area di ristorazione. In seguito, sempre all'interno della stessa area, fu costruito il Palazzetto dello Sport successivamente denominato PalaLoBello, capace di contenere circa 2.700 spettatori, per manifestazioni sportive e spettacoli. Nel 2010 sono stati ospitati nella struttura i campionati italiani di scherma. Altra struttura nei pressi della Cittadella dello Sport è il Pallone Tensostatico, che per anni visti i lavori di completamento del Palazzetto, è stata la casa di diversi club, uno in particolare, l'Ortigia Siracusa, ha vinto in questa struttura ben 3 scudetti nella pallamano. Sempre per merito di Concetto Lo Bello, è stato realizzato il Campo Scuola Pippo Di Natale, il quale contiene principalmente un campo con pista d'atletica, in cui oltre alle varie attività di atletica leggera, tutt'oggi vi si tiene la partenza della Siracusa City Marathon alla presenza di numerosi atleti internazionali. Al Campo Scuola si sono formati numerosi atleti che hanno intrapreso una brillante carriera, uno su tutti Giuseppe Gibilisco. Alle spalle del campo di atletica, è presente anche un piccolo campo di calcio con una tribunetta di 500 posti, in cui hanno giocato e giocano le squadre dilettantistiche e giovanili aretusee.

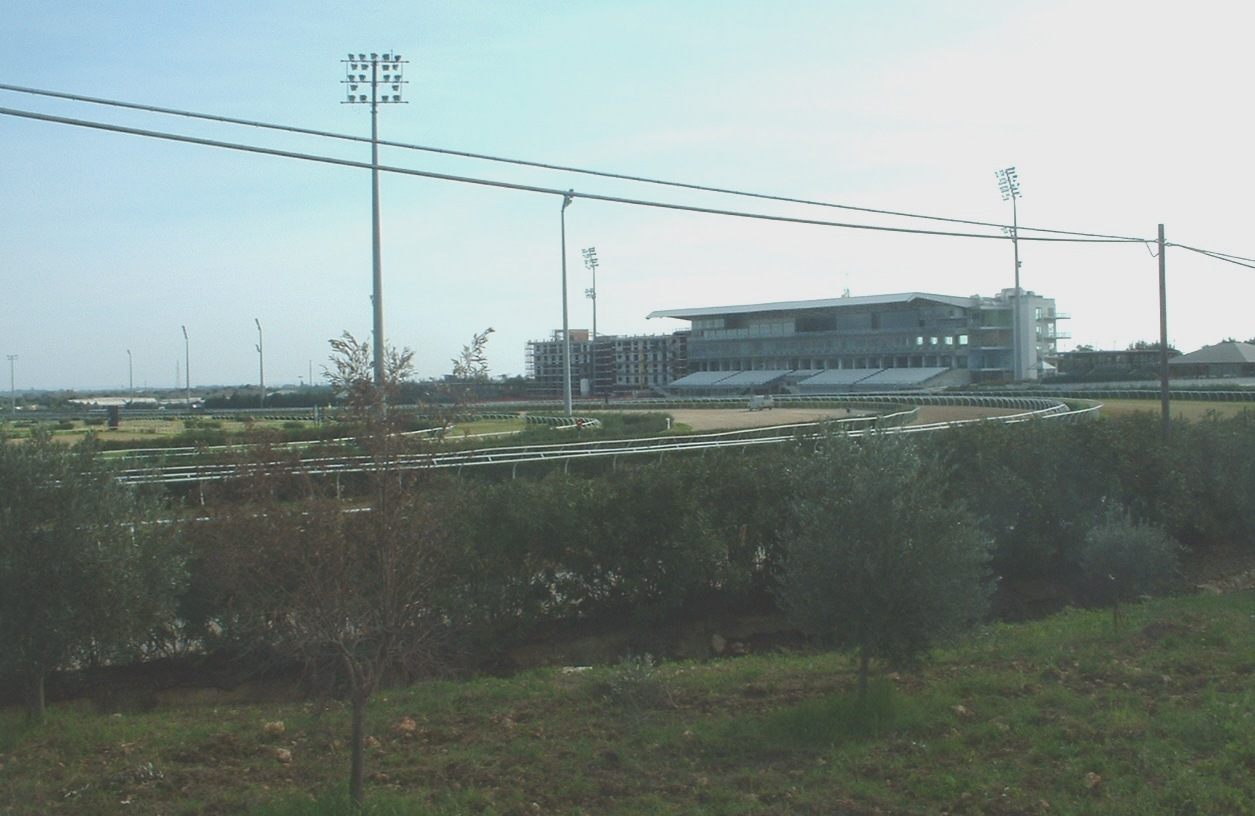
L'Ippodromo di Siracusa

Nel 1995 è stata realizzata per mano di privati una delle strutture più funzionali e più efficienti di tutta la Sicilia ovvero l'Ippodromo del Mediterraneo. Questa struttura, si estende per 55 ettari e per le sue caratteristiche è considerato tra le migliori d'Europa. Numerosi gli eventi ospitati, e grande partecipazione di pubblico ogni qual volta vi siano gare ufficiali. Il 6 gennaio 2005, l'ippodromo ha ospitato per la prima volta Frankie Dettori il fantino più amato dagli italiani, il quale alla presenza di ventimila spettatori, da spettacolo e prova di grande professionalità ottenendo due vittorie e un secondo posto sulle tre corse disputate. Il 2010 è stato l'anno in cui fu inaugurato dopo tante peripezia il PalaAkradina. La struttura progettata e realizzata sempre per il volere di Concetto Lo Bello, vede ospitare le gare ufficiali delle società impegnate nella pallavolo e basket.
Altri impianti di calcio utilizzati per le attività agonistiche dei propri iscritti, sono concentrate in pieno centro cittadino, ad eccezione degli impianti Simoncini e Tuccitto rispettivamente presenti nelle frazioni di Belvedere e di Cassibile. Nel 2011, sull'ex centro sportivo Montedison, è stato realizzato e inaugurato il nuovo Centro Sportivo Riccardo Garrone di proprietà dell'ERG, la cui società calcistica svolge l'attività giovanile e di prima squadra all'interno del suo impianto.
- Stadio Nicola De Simone (Capienza 5.946)
- Impianto Polivalente Cittadella dello Sport
- PalaLoBello (Capienza 2.700)
- Pallone Tensostatico (Capienza 600)
- Piscina Paolo Caldarella (Capienza 1.300)
- Palestra PalaAkradina (Capienza 500)
- Circuito di Siracusa
- Ippodromo del Mediterraneo (Capienza 10.000)
- Campo scuola Pippo Di Natale
- Campo di calcio Pippo Di Natale (Capienza 500)
- Polisportivo Giorgio Di Bari (Capienza 400)
- Campo Sportivo Franco Bianchino (Capienza 400)
- Polisportivo Ivan Tuccitto (Capienza 400)
- Campo Sportivo Simoncini (Capienza 400)
- Centro Sportivo Riccardo Garrone (Capienza 800)

## Eventi Internazionali svolti a Siracusa

### Automobilismo

#### Gran Premio di Siracusa
Il Gran Premio di Siracusa è stata una tradizionale corsa automobilistica riservata a vetture di Formula 1 che si è corsa tra gli anni cinquanta e sessanta sul Circuito di Siracusa. Non era valida quale prova del mondiale.
Tradizionalmente tenuta in primavera, ha costituito per molti anni la prima gara stagionale in Europa per le Formula 1.
L'ultima edizione ebbe due vincitori ex aequo, caso unico nelle gare di Formula 1. La cosa fu possibile, da un lato, per via della limitata precisione del cronometraggio a mano (entro il decimo di secondo) e della mancanza del fotofinish e dall'altro per un preciso accordo tra i due piloti deciso dalla Scuderia Ferrari, che intendeva ricompensare Parkes per il grande lavoro di collaudo che svolgeva e allo stesso tempo non poteva non avere un vincitore italiano dopo la recente scomparsa di Lorenzo Bandini al Gran Premio di Monaco.

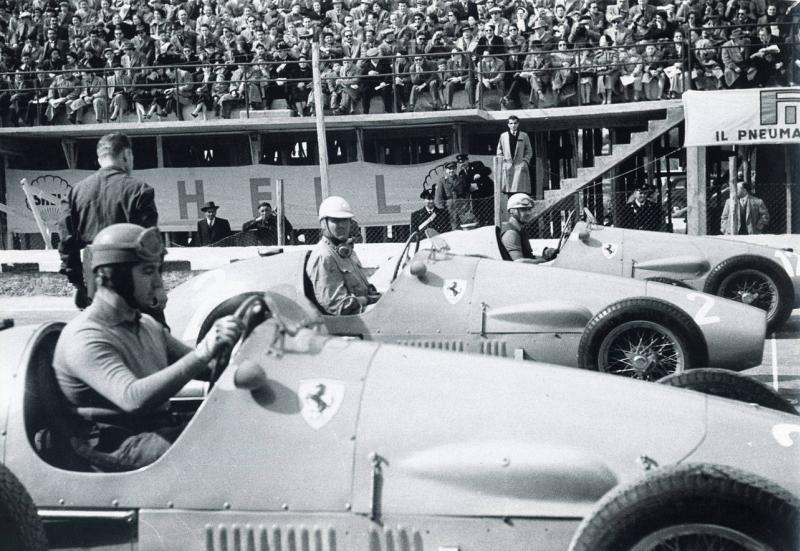
Gran Premio di Siracusa

- Albo d'Oro

| anno | pilota                                     | vettura         |                 |                 |
| ---- | ------------------------------------------ | --------------- | --------------- | --------------- |
| 1951 | Luigi Villoresi                            | Ferrari         | resoconto       |                 |
| 1952 | Alberto Ascari                             | Ferrari         | resoconto       |                 |
| 1953 | Emmanuel de Graffenried                    | Maserati        | resoconto       |                 |
| 1954 | Nino Farina                                | Ferrari         | resoconto       |                 |
| 1955 | Tony Brooks                                | Connaught       | resoconto       |                 |
| 1956 | Juan Manuel Fangio                         | Ferrari         | resoconto       |                 |
| 1957 | Peter Collins                              | Ferrari         | resoconto       |                 |
| 1958 | Luigi Musso                                | Ferrari         | resoconto       |                 |
| 1959 | Stirling Moss                              | Cooper-Bogward  | resoconto       |                 |
| 1960 | Wolfgang von Trips                         | Ferrari         | resoconto       |                 |
| 1961 | Giancarlo Baghetti                         | Ferrari         | resoconto       |                 |
| 1962 | Non disputatosi                            | Non disputatosi | Non disputatosi | Non disputatosi |
| 1963 | Jo Siffert                                 | Lotus           | resoconto       |                 |
| 1964 | John Surtees                               | Ferrari         | resoconto       |                 |
| 1965 | Jim Clark                                  | Lotus           | resoconto       |                 |
| 1966 | John Surtees                               | Ferrari         | resoconto       |                 |
| 1967 | Mike Parkes / Ludovico Scarfiotti ex aequo | Ferrari         | resoconto       |                 |

#### Rally Maremonti
Il Rally Maremonti è stata per anni una delle manifestazioni automobilistiche più importanti della provincia di Siracusa nonché dell'intera Sicilia. Questa competizione, che ha inizio dai primissimi anni '80, organizzata come sempre dall'Automobile Club di Siracusa, comprendeva una due giorni di corse, con circa 50 prove cronometrate. Tradizione vuole che partenza ed arrivo abbiano come meta Siracusa, attraversando nell'insieme della gara molti comuni limitrofi della provincia, come la Val D'Anapo di Sortino (svolta per lo più in notturna) nella prima sessione, per poi giungere il giorno successivo alla tappa più impegnativa, con tre prove su strada, percorrendo i tracciati di Avola, Avola Antica, Noto Antica e Case Cugni.
Negli ultimi anni, la gara ha subito numerosi arresti per via delle difficoltà economiche a reperire i fondi per organizzare l'evento. La manifestazione ha cambiato più volte nome, andando dal tradizionale Rally Maremonti a Rally Città di Sirakusay, fino a giungere a quello attuale del 2016 di Sirakusay Historic Maremonti.

### Calcio

#### Partita del cuore
Il 9 settembre 2001 Gianni Morandi, con Ambra Angiolini, promuove e realizza a Siracusa una Partita del cuore tra la Nazionale Italiana Cantanti e una selezione di All Stars di Siracusa, per sostenere il Telefono Arcobaleno. La gara venne diretta dall'ex arbitro di calcio Rosario Lo Bello.  Tra gli ospiti si ricordano Gigi D'Alessio e Raoul Bova, oltre ai punti di forza della squadra come Gianni Morandi, Enrico Ruggeri, Paolo Vallesi, Riccardo Fogli e Sandro Giacobbe.

#### Amichevoli
Durante la storia calcistica della città di Siracusa, numerose sono state le amichevoli disputate con club della massima serie anche di una certa importanza.
Negli anni '70, a calcare il manto erboso del vetusto stadio aretuseo furono la Fiorentina con il match concluso 0-0, l'Inter (0-1) e la Juventus, venuta per tre volte tra la fine degli anni sessanta e l'inizio dei settanta. Nel decennio successivo tornarono al De Simone l'Inter (1-2) e la Roma (3-6). Nel 2006 venne organizzata un'amichevole contro il Messina all'epoca militante in Serie A, con vittoria dei peloritani per 4-1. Il 28 maggio 2009, al De Simone si disputò l'amichevole contro la Sampdoria, vinta 2-1 proprio dai blucerchiati. L'ultima amichevole con una squadra di massima serie, venne disputata il 1º settembre 2011 contro il Catania. Alla presenza di 5.000 spettatori, la gara terminò 1-1, evento che riportò il derby dopo quasi un ventennio di assenza. Da aggiungere vista la presenza di alcuni sostenitori etnei e la grande rivalità che li divide, alcuni tafferugli che hanno contraddistinto l'amichevole prima del match.

#### Inaugurazione Centro Sportivo Erg Riccardo Garrone
Nel 2011, a Siracusa, venne inaugurato il Centro Sportivo Erg (oggi Centro Sportivo Riccardo Garrone), alla presenza di Riccardo Garrone (ex proprietario della Sampdoria nonché a capo della società ERG presente nel Polo petrolchimico siracusano) all'epoca sponsor del Siracusa calcio, il figlio Edoardo, e l'allenatore di calcio Arrigo Sacchi. Il centro sportivo privato è il più funzionale della provincia, con la realizzazione dell'impianto di illuminazione, del campo di calcio a 11 con fondo di erba sintetica omologato per manifestazioni ufficiali, un campo di calcio a 5 con fondo di erba sintetica parco giochi per bambini, un campo di calcio a 7 in erba sintetica e una sala di accoglienza. Nel 2013 con la morte di Riccardo Garrone, gli è stato dedicato l'impianto.

### Ciclismo

#### Giro d'Italia
Il Giro d'Italia già restio a dover inserire tracciati in Sicilia, nella sua storia ha riservato poche volte un suo passaggio nella città di Siracusa. La prima volta avvenne nel Giro d'Italia 1965, quando nella 12ª tappa fu inserita la tratta di corsa Agrigento-Siracusa con arrivo a Siracusa. Quel giorno, il 26 maggio 1965, la tappa fu vinta dall'italiano Raffaele Marcoli. Altra apparizione avvenne il 21 maggio 1976, durante il Giro d'Italia 1976, nella tratta Catania-Siracusa. Il gruppo arrivò in città, con vittoria del belga Patrick Sercu. Il giorno seguente, da Siracusa ripartì la 2ª tappa alla volta di Caltanissetta. Discorso diverso nel Giro d'Italia 1999. Il 16 maggio 1999 durante la 2ª tappa Noto-Catania, la città venne attraversata dal gruppo dei corridori, quando in maglia rosa vi era Marco Pantani fresco vincitore l'anno prima del Giro. Una strana coincidenza che accomuna l'ingresso dei corridori del giro nella città di Siracusa è il mese, difatti l'organizzazione sceglie Siracusa come tappa nel mese di Maggio.

#### Giro della Provincia di Siracusa
Il Giro della Provincia di Siracusa era una corsa in linea maschile di ciclismo su strada, che si svolse in Sicilia, in Italia, dal 1998 al 2001 nei mesi di febbraio o marzo. Riservata ai ciclisti professionisti, faceva parte del calendario UCI come gara di classe 1.3.
- Albo d'oro

| Anno | Vincitore          | Secondo           | Terzo             |
| ---- | ------------------ | ----------------- | ----------------- |
| 1998 | Nicola Minali      | Silvio Martinello | Ján Svorada       |
| 1999 | Alessandro Baronti | Marco Velo        | Giuseppe Palumbo  |
| 2000 | Marco Zanotti      | Nicola Minali     | Gabriele Balducci |
| 2001 | Mario Cipollini    | Nicola Minali     | Marco Zanotti     |
| 2002 | Fabio Baldato      | Mario Manzoni     | Mychajlo Chalilov |

#### Trofeo Pantalica
La gara nacque nel 1975 per volontà dell'Amministrazione Provinciale, dell'Azienda Provinciale Turismo e delle amministrazioni locali di Sortino e Floridia. Nel 1976 si aggiunse agli enti organizzatori il Comune di Solarino, successivamente le Amministrazioni locali di Ferla (dal 1978) e Canicattini Bagni (dal 1992) e per un'edizione (1990) anche quella di Siracusa.
Tuttavia, già dalle sue prime edizioni, il Trofeo Pantalica non ebbe mai vita facile dal punto di vista organizzativo, soprattutto a causa degli oneri economici cui erano sottoposti gli enti organizzatori, cosicché nel 1990, soltanto con l'ingresso del Comune di Siracusa si riuscì a far partire la sedicesima edizione, mentre nel 1993, la corsa non venne disputata.
La gara si svolgeva su un tracciato che variava di anno in anno, a seconda delle località di partenza e di arrivo, ma che sostanzialmente si articolava in circuito, da percorrere più volte, che attraversava la valle dell'Anapo fino a lambire la Necropoli di Pantalica.
Il comune con più arrivi - ben sette - è stato Sortino (1975, 1979, 1983, 1987, 1994, 1998, 2000), seguito da Solarino (1977, 1981, 1985, 1989, 1995, 1999) e Floridia (1976, 1980, 1984, 1988, 1991, 1996) entrambi con sei, quindi Ferla con quattro arrivi (1978, 1982, 1986, 2002), Canicattini Bagni con tre (1992, 1997, 2001) ed infine, Siracusa con un solo arrivo nell'edizione del 1990.

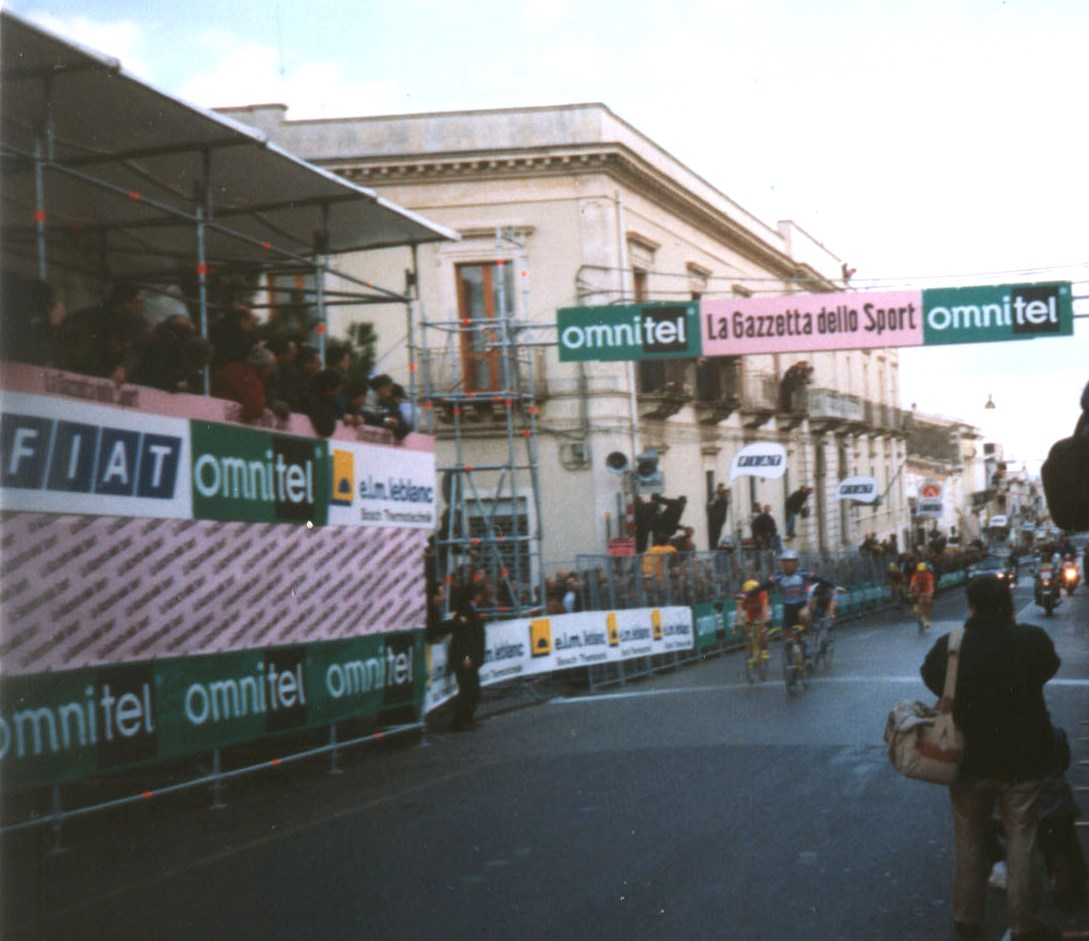
Trofeo Pantalica

- Albo d'Oro

| Anno | Vincitore                      | Secondo              | Terzo                    |
| ---- | ------------------------------ | -------------------- | ------------------------ |
| 1975 | Roger De Vlaeminck             | Francesco Moser      | Costantino Conti         |
| 1976 | Francesco Moser                | Roger De Vlaeminck   | Pierino Gavazzi          |
| 1977 | Giuseppe Saronni               | Enrico Paolini       | Wilmo Francioni          |
| 1978 | Giuseppe Saronni               | Wladimiro Panizza    | Knut Knudsen             |
| 1979 | Giovanni Battaglin             | Palmiro Masciarelli  | Gianbattista Baronchelli |
| 1980 | Giuseppe Saronni               | Francesco Moser      | Knut Knudsen             |
| 1981 | Tommy Prim                     | Wladimiro Panizza    | Silvano Contini          |
| 1982 | Giuseppe Saronni               | Pierino Gavazzi      | Mario Beccia             |
| 1983 | Francesco Moser                | Alfredo Chinetti     | Giovanni Mantovani       |
| 1984 | Pierino Gavazzi                | Rudy Pevenage        | Davide Cassani           |
| 1985 | Giuseppe Saronni               | Guido Van Calster    | Johan van der Velde      |
| 1986 | Francesco Cesarini             | Acácio da Silva      | Francesco Moser          |
| 1987 | Daniele Caroli                 | Franco Chioccioli    | Silvano Contini          |
| 1988 | Steve Bauer                    | Rodolfo Massi        | Camillo Passera          |
| 1989 | Rolf Sørensen                  | Teun van Vliet       | Enrico Galleschi         |
| 1990 | Adriano Baffi                  | Jos Lieckens         | Asjat Saitov             |
| 1991 | Scott Sunderland               | Giorgio Furlan       | Luc Leblanc              |
| 1992 | Dimitri Zdanov                 | Stefano Colagè       | Christophe Manin         |
| 1993 | non disputato                  | non disputato        | non disputato            |
| 1994 | Giorgio Furlan                 | Zbigniew Spruch      | Gianni Bugno             |
| 1995 | Stefano Colagè                 | Adriano Baffi        | Paolo Fornaciari         |
| 1996 | Fabiano Fontanelli             | Oleksandr Hončenkov  | Davide Rebellin          |
| 1997 | Michele Coppolillo             | Gabriele Colombo     | Simone Borgheresi        |
| 1998 | Stefano Colagè                 | Massimo Donati       | Andrea Peron             |
| 1999 | Andrea Ferrigato               | Davide Rebellin      | Giuliano Figueras        |
| 2000 | Danilo Di Luca                 | Mirko Celestino      | Davide Rebellin          |
| 2001 | Roberto Petito                 | Sergio Barbero       | Sergej Ivanov            |
| 2002 | Fabio Baldato                  | Massimiliano Gentili | Giuliano Figueras        |
| 2003 | Miguel Ángel Martín Perdiguero | Enrico Cassani       | Giuliano Figueras        |

### Olimpiadi

#### Torcia olimpica
Il 18 agosto 1960 la fiaccola olimpica proveniente dalla Grecia sbarca al Foro Italico di Siracusa per i Giochi della XVII Olimpiade.
Inizialmente, la prima parte del viaggio avvenne interamente in territorio ellenico, e cioè: Olimpia, Pirgo, Patrasso, Corinto, Megara, Eleusi, Atene. Dallo Stadio Panatenaico della capitale ellenica il Fuoco fu trasferito alla volta del Porto di Turcolimano, al Falero. Alle ore 21 del 13 agosto, il Fuoco fu consegnato da S.A.R. il Principe Costantino di Grecia, con suggestiva cerimonia, a Piero Oneglio, Vice Presidente del C.O.N.I., in rappresentanza del Comitato Organizzatore, il quale lo passò ad Aldo Mairano, Presidente del Comitato della Fiaccola Olimpica; questi a sua volta provvide a consegnare il simbolico Fuoco ad un cadetto della Marina Italiana che, subito imbarcatosi su una baleniera greca, giunse al porto di Zéas presso il Pireo per issarlo a bordo della nave scuola Amerigo Vespucci, per giungere via mare in Italia, al porto di Siracusa. Alle ore 20,30 del 18 agosto il Fuoco sbarcò a Siracusa ricevuto dal Presidente della Regione Siciliana e prese terra nei pressi della Fonte Aretusa. Da Siracusa il tracciato della staffetta fu ricalcato su quello già percorso dagli antichi Greci all'epoca in cui fondarono le colonie e gli stabilimenti che nel loro insieme raggiunsero tanto splendore da meritare la denominazione di Magna Grecia. La nave a vele spiegate scortata da tantissime imbarcazioni entrò nello storico porto di Siracusa, accolta da una folla immensa e ammutolita, una folla affamata di cose importanti, una folla che, scrisse un giornalista, fu da sola in grado di rappresentare spettacolo nello spettacolo. Furono stimati in 35.000 i cittadini presenti allo sbarco per una città che all'epoca ne contava 80.000. La torcia fu consegnata a Concetto Lo Bello, considerato il miglior arbitro di calcio in Italia e in Europa incaricato a rappresentare la città di Siracusa al meglio per questo evento storico. egli raccolse la torcia, la impugnò con orgoglio, ed avviò la sua corsa maestosa, il primo dei 1.199 tedofori sul suolo italico, circondato da sei giovani valletti dello sport siracusano.

### Pallanuoto

#### Trofeo Syracusae
Tradizione vuole, che Siracusa organizzi ogni anno un torneo che ospita le migliori squadra del panorama pallanuotistico femminile. Dapprima la manifestazione era chiamata 8 Nazioni, in cui le migliori 8 nazioni al mondo si sfidavano in un torneo organizzato appunto dalla città di Siracusa. Dal 2011 l'evento ospita le migliori 4. Il pubblico numeroso, e il clima favorevole, permette alle nazioni partecipanti un buon approccio alle gare, permettendo ai club attesi da competizioni più impegnative quali i mondiali o gli europei di effettuare un buon rodaggio di gioco.

#### World League
Il 31 marzo 2015 la piscina Paolo Caldarella ha ospitato la Nazionale Italiana allenata dal siracusano Sandro Campagna, nel match contro la nazionale Turca. La gara valevole per la World League, è una tra le manifestazione internazionale più importanti.

#### Amichevole
Il 25 giugno 2008 a Siracusa, la Nazionale di pallanuoto femminile dell'Italia  allenata all'epoca da Mauro Maugeri,  prima della partenza per Europei di Malaga in Spagna, ha affrontato in amichevole la nazionale della Grecia, in una sfida affrascinante vista la carica olimpica che ricoprivano le due squadre (rispettivamente oro e argento). La prima di due partite amichevoli (la prima a Siracusa la seconda il giorno dopo a Messina), vide imporse le ragazze azzurre sulle elleniche per 8-7.

### Scherma

#### Campionati italiani assoluti
Un grande evento che ha coinvolto direttamente la città di Siracusa, sono stati i Campionati italiani assoluti di scherma. L'evento, grazie alla collaborazione della Regione Siciliana, della Federazione Italiana Scherma e del Comitato Organizzatore, ha fatto sì che venissero ospitati due grandi evento sportivi, a Siracusa (2010)  i campionati italiani, mentre a Catania i mondiali (2011). Gli impianti di gioco sono stati il PalaLobello e il Tensostatico, ad eccezione della finalissima disputata nell'affascinante Teatro greco di Siracusa, con grande partecipazione del pubblico proveniente da tutta Italia. Il fatto che Siracusa abbia ospitato gli Assoluti ha rappresentato una grande opportunità di promozione e di attrazione turistico-sportiva non solo per la città aretusea, ma per la Sicilia intera.
Tanti i campioni che hanno partecipato al torneo, dal siracusano Stefano Barrera (vincitore della medaglia d'oro sia individuale che a squadre), a Elisa Di Francisca, Aldo Montano, Diego Confalonieri, Mara Navarria, Valentina Vezzali, Ilaria Bianco e tanti altri ancora che hanno regalato emozioni e spettacolo agli spettatori presenti.

### Pallamano

#### Final Eight Coppa Italia 2007-08
La Coppa Italia di pallamano 2007-2008 è stata la 23ª edizione del torneo annuale organizzato dalla Federazione Italiana Gioco Handball.
Il torneo si è svolto in sede unica a Siracusa dal 4 al 6 aprile 2008 e hanno partecipano le otto squadre della Serie A Élite 2007-2008.
È stata vinta per la seconda volta dalla Italgest Salento d'Amare Casarano.
La formazione dell'Albatro Siracusa fu eliminata in semifinale proprio dai pugliesi col punteggio di 30 a 25.

#### Final Eight Coppa Italia 2014-15
La Coppa Italia di pallamano 2014-2015 è stata la 30ª edizione della coppa nazionale di pallamano maschile.
La competizione, organizzata dalla FIGH, si è svolta a Siracusa dal 27 febbraio al 1º marzo 2015 con la partecipazione di otto squadre della Serie A 2014-2015.
La formazione aretusea dell'Albatro Siracusa ha concluso la competizione al 7º posto.

### Pallavolo

#### Supercoppa Italiana
Il 3 dicembre 2003 il PalaLobello di Siracusa ha ospitato la finale di Supercoppa Italiana del massimo torneo di pallavolo femminile. Ad affrontarsi furono le squadre di Asystel Volley Novara contro la Pallavolo Sirio Perugia. A vincere furono le ragazze piemontesi, che si imposero col risultato di 3-0 (25-22, 25-16, 25-19). Ad assistere al match quasi tremila spettatori.

### Maratona

#### Siracusa City Marathon
Dal 1999 in città si svolge la Siracusa City Marathon, maratona in cui partecipano numerosi atleti nazionali ed internazionali. Nel 2015 la manifestazione è stata svolta per la 16ª volta nella sua storia, diventando un appuntamento fisso per gli amanti di questo sport, ma nel 2016 per problemi organizzativi la corsa inizialmente fissata per il mese di aprile è stata annullata, rinnovando l'appuntamento per l'edizione del 2017.

### Pallacanestro

#### Sicilia Messina-Viola Reggio Calabria
Nel 2003 il PalaLobello, ospitò un'amichevole tra Sicilia Messina e Viola Reggio Calabria in quell'epoca militanti nel massimo campionato di serie A. L'evento organizzato dalla Polisportiva Aretusa con lo scopo di regalare agli appassionati di questa città una serata di grande basket, ebbe un buon riscontro di pubblico, che venne deliziato dalle giocate dei giocatori presenti.

### Club
Calcio
- Circolo Sportivo Tommaso Gargallo
- Siracusa Calcio

Pallanuoto
- Circolo Canottieri Ortigia
- Circolo Canottieri 7 Scogli

Pallamano
- C.C. Ortigia Siracusa
- EOS Siracusa
- A.S. Albatro Handball Siracusa
- A.S. Polisport Siracusa
- Polisportiva Gioventù Pentapoli

Basket
- Polisportiva Aretusa

Canoa Polo
- KST Siracusa

### Personaggi sportivi
- Concetto Lo Bello
- Rosario Lo Bello
- Enzo Maiorca
- Pippo Cantarella
- Giovanni Pisano
- Egizio Rubino
- Luciano Cavaleri
- Paolo Lombardo
- Sandro Campagna
- Paolo Caldarella
- Valentino Gallo
- Christian Napolitano
- Alessandro Fusina
- Corrado Bronzo
- Corrado Miglietta
- Giuseppe Di Grande
- Paolo Rotondo
- Giuseppe Palumbo (ciclista)
- Stefano Barrera
- Giuseppe Gibilisco
- Ivan Scimonelli

### Impianti
- Stadio Nicola De Simone
- Circuito di Siracusa
- Ippodromo del Mediterraneo

### Altro
- Siracusa
- Sport in Sicilia